# Health Affairs
Health Affairs ist eine regelmäßig erscheinende englischsprachige Fachzeitschrift, die sich mit dem Themengebiet des Gesundheitswesens befasst. Gegründet wurde sie 1981 durch die gemeinnützige Organisation Project HOPE, die internationale Gesundheitserziehung betreibt. Es handelt sich um eine Peer-Reviewte Wissenschaftszeitschrift mit 10.000 amerikanischen und internationalen Abonnenten. Sie gehört zu den meistzitierten Fachzeitschriften ihres Themengebietes. Laut ISI Web of Knowledge lag im Jahr 2012 der Impact-Faktor bei 4,641, damit liegt die Zeitschrift in der Kategorie Health Care Sciences & Services an zweiter Stelle (von 82 Zeitschriften) nach Milbank Quarterly.

## Sektionen
Die Zeitschrift gliedert sich in die folgenden Sektionen:
Featured articles
enthält Artikel zu neuen Trends, wissenschaftlicher Forschung und Analysen der aktuellen Themen in der Gesundheitspolitik
Report From The Field
enthält hochqualifizierte journalistische Artikel die ein aktuelles Thema der Gesundheitspolitik analysieren. Die Veröffentlichung erfolgt in Zusammenarbeit mit der Kaiser Family Foundation und dem Kaiser Health Reporting
Commentary
stellt Meinungen und Reformversprechen dar
Interviews
enthält Gespräche mit führenden Persönlichkeiten der Regierungen oder privater Gesundheitsorganisationen
Narrative Matters
enthält persönliche Berichte über das Gesundheitssystem, die drängende Probleme der Gesundheitspolitik betreffen
Health Tracking
stellt Trendforschungen und Entwicklungen des Gesundheitsmarktes dar
DataWatch
enthält Artikel, die Datenanalyse und originäre Forschung darstellen
GrantWatch
berichtet über die Vergabe von Subventionen an gemeinnützige Stiftungen und über Ergebnisse der Stiftungsarbeit
Book Reviews
enthält Rezensionen zu Büchern über das Gesundheitssystem oder Themen des Gesundheitswesens
Letters to the Editor
enthält Leserbriefe